# Krvavo jezero
Krvavo jezero je jezerce u Vojvodini, Srbija.

## Ime
Ime je dobilo po algama crvene boje koje se iznimno namnože tijekom ljeta, a onda kad odumru padaju na dno i natalože se na dnu.
Drugo ime za ovo jezero je Omladinsko jezero. Ime dolazi po objektima koji su bili izgrađeni za sudionike omladinskih radnih akcija.

## Zemljopisne osobine
Upravno pripada općini Subotica.
Površine je 0,2 km2. Prosječne je dubine je 0,5 metara.
Nalazi se blizu Palića od kojeg ga dijeli prevlaka. Slatkovodno je. Postoji dotok slane vode putem okolna tla koje je djelimice muljevito. Voda se odvodi jarkom prema Ludaškom jezeru. Jarak vodi prema sjeveroistoku, a onda prema istoku. Zbog plitkosti, lako se pretvara u baru.

## Vanjske poveznice
- (srp.) Subotičke  Arhivirana inačica izvorne stranice od 30. ožujka 2009. (Wayback Machine) Palić, Ludoš, Kelebija - jezera ili bare? : Nesporazumi oko statusa jezera, 8. svibnja 2008.
- (srp.) Subotičke[neaktivna poveznica] Palić, Ludoš, Kelebija - jezera ili bare? : Ludaško jezero je u stvari bara, 16. svibnja 2008.
- (srp.) Subotičke[neaktivna poveznica] Palić, Ludoš, Kelebija - jezera ili bare? : Kako je izgubljena vlast nad vodama, 22. svibnja 2008.